# Gina Martino
Gina Martino (geb. in Camden, New Jersey) ist eine US-amerikanische Schauspielerin, Filmproduzentin und Casting-Direktorin und ein Model.

## Leben
Martino ist die Tochter eines Musikers. Seit ihrer Jugend wirkt sie als Theater- und Filmschauspielerin. Abseits von Kurzfilmen spielte sie ihre erste Filmrolle 2001 in Third Watch: Einsatz am Limit. Sie arbeitet ebenso als Filmproduzentin und Casting-Direktorin sowie als Model. Unter anderem trat sie 2016 in A Man Possessed als Sklavin Leia auf.

## Filmografie

### Als Schauspielerin
- 1999: Even Housewives in Minnesota Have Those Daydreams (Kurzfilm)
- 2001: Third Watch: Einsatz am Limit (Fernsehserie)
- 2002: Counterfeiters (Kurzfilm)
- 2003: Conspiracized
- 2004: Invisible Mountains
- 2009: Look Hard
- 2010: Millionaire (Kurzfilm)
- 2011: Non Serviam (Kurzfilm)
- 2012: I Am Man (Kurzfilm)
- 2013: Blunt Movie
- 2014: Mercs (Fernsehserie)
- 2015: A Good Person (Kurzfilm)
- 2015: Eventide
- 2016: #ThatAwkwardMoment (Kurzfilm)
- 2016: A Man Possessed
- 2017: Deadwood Falls
- 2017: I Can't Breathe (Kurzfilm)
- 2017: Death House – Gefangen in der Hölle
- 2017: Sickness
- 2017: The Avenue
- 2018: Sad (Kurzfilm)
- 2018: Broommates (Kurzfilm)
- 2018: Philadelphia: The Great Experiment (Fernsehserie)
- 2020: Sick (Kurzfilm)
- 2020: Fluff (Fernsehfilm)
- 2021: Ageless Love
- 2021: Plus Love In-Motion – A TG Gainey Picks-A-Lation Creation (Kurzfilm)
- 2021: Finding Magic Marc
- 2022: Killing Time (Kurzfilm)
- 2022: Not for Nothing
- 2023: Phels High

### Als Produzentin
- 2017: The Avenue
- 2022: Roy (Kurzfilm)

### Als Casting-Direktorin
- 2011: Non Serviam (Kurzfilm)
- 2017: The Avenue
- 2017: I Can't Breathe (Kurzfilm)
- 2018: Broommates (Kurzfilm)
- 2022: Roy (Kurzfilm)
- 2022: More Like Brothers
- 2023: Deadsville Rock n Roll Mysteries (Fernsehserie)